# Altair 8800
Altair 8800 va ser un sistema ordinador creat el 1975 per l'empresa estatunidenca MITS, basat en el microprocessador Intel 8080 i venut per correu en forma de kit, a través d'anuncis en revistes com Popular Electronics, Radio-Electronics i similars. Els constructors pretenien vendre no més d'uns pocs centenars d'unitats per a afeccionats, i es van sorprendre en vendre milers de kits el primer mes.
Avui, l'Altair és reconegut com l'espurna inicial que ha inflamat la revolució dels ordinadors personals pocs anys després. El bus S-100 (posteriorment IEEE-696) projectat per l'Altair es va fer un estàndard industrial de fet, i el primer llenguatge de programació per a aquest computador va ser també el primer producte desenvolupat per la Microsoft, l'Altair BASIC.

## Història
Ed Roberts i Forrest M Mims III es van conèixer mentre prestaven servei al laboratori de les Forces Aèries dels Estats Units, a la base de Kirtland, Nou Mèxic. Van decidir utilitzar la seva experiència al camp de l'electrònica per produir petits kits per aficionats de models de coets. Robert i Mims, juntament amb Stan Cagle i Robert Zaller, van crear el MITS (Micro Instrumentation Telemetry Systems) al garatge del primer a Alburquerque, i van començar a vendre radiotransmissors i instruments pels models de coets.

### Antecedents
Els kits de coets model no van tenir un gran èxit i el MITS volia provar un kit que atragués a més aficionats. L'edició de novembre de 1970 que va presentar Popular Electronics s'anomenava Opticom, i era un kit que podia enviar missatges de veu a través d'un feix de llum. Mims i Cagle estaven perdent interés en el negoci dels kits, de tal manera que Roberts va comprar el negoci als seus socis al 1969, i es va mudar a un local més gran, on va començar a desenvolupar un kit de calculadora. Electronic Arrays havia anunciat recentment un conjunt de sis circuits integrats LSI que conformarien una calculadora de quatre funcions. MITS va anunciar el kit de calculadora MITS 816 i va ser presentat a l'edició de 1971 de Popular Electronics. Mims va escriure els manuals per alguns dels productes a canvi dels kits. Al 1972, Texas Instruments va desenvolupar el seu propi chip per calculadora i va començar a vendre calculadores completes a menys de la meitat de preu. Per aquesta raó, MITS va quedar fora de mercat, i Roberts va lluitar per reduir la càrrega del seu deute, que era d'un quart de milió de dòlars.
Quan es va comercialitzar el primer microprocesador de vuit bits, l'Intel 8008, al 1972, i el seu successor, el 8080, al 1974, alguns afeccionats van començar a dissenyar kits de microcomputadors. El juliol de 1974, un d'aquests dissenys, el Mark 8 de Jonathan Titus, basat en l'Intel 8008, va ser anunciat per la revista Radio-Electronics. El disseny va ser realitzat en paper, i qualsevol que decidís construir-lo havia de buscar les peces una a una fins a trobar-les, feina impossible de fer fora de l'estat de California. Tot i que el Mark 8 no va ser un èxit, els editors de Popular Electronics van decidir que ells serien els primers a lliurar un kit real de microcomputador.

### Disseny
A partir d'aquí, la història es torna més difusa. Segons Art Salsberg, editor de sèries, la publicació Popular Electronics tenia un altre disseny més simple basat en els treballs de Jerry Odgen, un antic col·laborador de la publicació. Aquest dissenys consistien, però, en "hacks", y Salsberg es va adonar que els calia alguna cosa molt millor com a contrapartida al Mark 8. Aproximadament en aquesta època, Ed Roberts es va apropar a la redacció de la revista amb el seu propi disseny, basat en una targeta de circuit imprès en comptes de cablejat per a soldar a mà. La versió de la història relatada per Les Solomon és similar, però diu que la reunió clau va ser entre ell i Forrest Mims, en la que el va parlar sobre el projecte de Roberts. Realment, la reunió entre Solomon va tenir lloc anys abans, quan els quatre socis de l'empresa MITS intentaven desenvolupar nous productes per complementar els de telemetria per a models de coets. Això va passar anys abans que MITS entrés al negoci dels computadors. Forrest Mims va marxar del grup i Solomon i Salsberg van decidir trucar a Roberts, Després que Roberts dissenyés l'Altair, amb l'ajut de Bill Yates, Mims va escriure un manual de l'operador a canvi dels primers Altair. L'Altair de Mims ha estat exposat al Museu Nacional d'Història Natural de la Institució Smithsoniana a Washington D. C. des de 1990.
Roberts va buscar una oferta en CPUs, i al cap del temps va parlar amb Intel per a què li donessin processadors 8080 "cosmèticament imperfectes" per 75 dòlars, quan normalment es venien per 360 dòlars. Finalment, el nom el va decidir la filla de Solomon, que va suggerir Altair perquè era el destí de la nau estelar Enterprise durant un episodi de Star Trek que estava veient.
La primera mostra funcional va ser enviada immediatament a Nova York, però mai hi va arribar per una vaga convocada a la companyia d'enviament, així que es va perdre. Solomon havia pres fotos de la màquina i va escriure el seu article basant-se en elles, mentre Roberts treballava en la construcció d'una copia. El 19 de desembre de 1974, el kit ja era disponible.

### Comercialització
El kit va ser anunciat primer a l'edició de gener de 1975 de Popular Electronics. Semblava que hi havia una coordinació entre oferta i demanda, ja que els aficionats de l'electrònica s'anaven traslladant a les computadores a la vegada que més electrònica es tornava digital, però es veien frustrats per la baixa potència i flexibilitat dels pocs kits que ja hi havia al mercat. L'Altair tenia suficient força per a ser realment útil, i va ser dissenyada al voltant d'un sistema expansible que va obrir-la a qualsevol tipus d'experimentació. La idea de MITS era sortir de la fallida econòmica, però l'èxit va ser tan gran que en van vendre 2000 només el primer mes, superant així els 200 que tenien previst vendre durant el primer any.
Sis mesos després, l'empresa americana IMSAI va treure al mercat el seu computador IMSAI 8080, que va incloure teclat, monitor i un controlador per a discos flexibles. Ed Roberts, molest amb això, passava cada vegada més temps intentant respondre a aquesta computadora en comptes de millorar l'Altair. Al 1976 ja hi havia al mercat un nombre de màquines més ben construïdes, i Roberts va començar a exigir a les noves botigues de computadores que només venguessin models Altair. Aquestes, en comptes d'això, van apuntar a la competència, i això va fer que MITS sortís d'aquell mercat informàtic que ella mateixa havia creat.

## Especificacions tècniques
| UCP            | Intel 8080A a 2,00 MHz                              |
| RAM            | 256 bytes - 64 KiB (màx.)                           |
| ROM            | opcional                                            |
| Teclat         | opcional (interruptors en el panell frontal)        |
| Monitor        | opcional (LEDs indicadors d'estat)                  |
| So             | cap                                                 |
| Ports          | 16 ranures S100                                     |
| Emmagatzematge | cinta perforada, casset, disc flexible (8" o 5,25") |

## Descripció
En el primer disseny de l'Altair, les parts necessàries per fer una màquina completa no cabien en una sola placa mare, i la màquina estava formada per quatre targetes apilades una damunt de l'altra amb unes separacions. Un altre problema que enfrontava Ed Roberts va ser que les parts que es necessitaven per fer un ordinador veritablement útil no estaven disponibles, o no serien dissenyades amb temps per a la data de llançament al gener, per la qual cosa, durant la construcció del segon model, va decidir construir la major part de la màquina en forma de targetes extraïbles, reduint la placa mare només a una interconnexió entre les plaques o backplane. La màquina bàsica va consistir en cinc targetes, inclosa la CPU en una i la memòria en una altra. Llavors, va buscar un proveïdor de connectors o connectors econòmics i va trobar uns de vora de 100 contactes. Aquesta arquitectura va ser denominada bus S-100 el qual eventualment va ser reconegut per la comunitat professional de la computació i va ser adoptat com l'estàndard per a bus d'ordinador IEEE-696.
La Altair es despatxava en una carcassa de dues peces. El backplane i la font d'alimentació van ser muntades en una placa base, juntament amb la part davantera i posterior de la caixa. La "tapa" tenia la forma d'una lletra C, formant el límit i els costats esquerre i dret de la caixa. El panell frontal, el qual estava inspirat en el miniordinador Data General Nova, va incloure 25 interruptors de palanca per a funcions com l'encesa i apagada, controls diversos, alimentació de dades binàries directament a la memòria de la màquina i 8 LEDs vermells per llegir els valors de retorn.
Programar l'Altair era un procés extremadament tediós en el qual l'operador accionava les palanques dels interruptors a les posicions que corresponien a una instrucció del microprocessador 8080 o opcode. A continuació, s'utilitzava un interruptor especial per introduir el codi a la memòria de la màquina, i després es repetia aquest pas fins que tots els opcodes d'un programa probablement complet i correcte estaven al seu lloc. Quan la màquina es va vendre per primera vegada, els interruptors i els llums eren l'única interfície. Tot el que es podia fer amb la màquina eren programes perquè els llums centellegessin. No obstant això, moltes van ser venudes en aquesta forma. Roberts estava treballant per crear targetes i dispositius addicionals, incloent un lector de cinta de paper per a l'emmagatzematge, targetes addicionals de memòria RAM i una interfície RS-232 per connectar-se a un terminal de teletip apropiat.

## Software
En aquest temps, Roberts va rebre una carta de la companyia Traf-O-Data en què se li preguntava si ell estaria interessat en adquirir una variant del llenguatge de programació BASIC per a la màquina. Va trucar a la companyia i es va trobar amb una llar privada, on ningú havia sentit parlar d'alguna cosa com el BASIC. De fet la carta havia estat enviada per Bill Gates i Paul Allen des de l'àrea de Boston, i no tenien cap llenguatge BASIC que oferir. Quan van trucar a Ed Roberts, va expressar el seu interès, i van començar el treball en el seu intèrpret BASIC utilitzant un simulador fet per ells mateixos pel 8080 en un miniordinador PDP-10. Van calcular que disposaven de 30 dies abans que algun altre fes el primer moviment decisiu, i un cop van tenir una versió funcionant al simulador, Allen va volar a Albuquerque per lliurar el programa en una cinta de paper, el qual era l'Altair BASIC (també conegut com a MITS 4K BASIC). El programari va funcionar en l'Altair en la primera vegada que es va executar, i Gates aviat es va unir a ell i van crear l'empresa Micro-Soft, avui coneguda com a Microsoft.